# Domingo Renault
Domingo Renault (Carúpano, Estado Sucre, 21 de enero de 1932 - Cumaná, 16 de enero de 2012) fue un bailarín, coreógrafo y maestro de danza venezolano. Fue miembro fundador de la primera compañía de ballet clásico Ballet Nena Coronil y miembro fundador y solista del Ballet Nacional de Venezuela.
Nacido en una familia de bajos recursos, sus padres María Ambrosia y Juan de Dios no estaban en el medio artístico. Hizo su primaria en Carúpano, Grupo Escolar Pedro Elias Aristiguieta, y luego decidió convertirse en bailarín. Solicitó una beca al gobierno para iniciar estudios de danza pero, en aquella época, eso no se estilaba en el país. Así que decide viajar a Caracas para iniciar allí sus estudios de danza.
En 1950 viaja a Caracas y se aloja en la casa de un hermano, consigue ingresar becado a una academia privada de danza, toma clases con el maestro ruso Paul Gorsky hasta 1953. Apoyado e impulsado por su maestro, conoce a Nena Coronil, quien se convierte en su tutora. En 1954 ingresa al recién creado Ballet Nena Coronil y más tarde a la ingresa al Ballet Nacional de Venezuela.
Tratando de ampliar sus conocimientos, decide viajar a Europa en 1958 y se radica en París, para perfeccionar su técnica y buscar nuevas oportunidades.
Es allí donde, apoyado por su amigo costarricense Julián Pérez Calderón, consigue su primer contrato en una compañía profesional de danza: Gran Ballet de Burdeos. Este fue el inicio de una larga carrera artística por Europa que lo llevó a ser parte de las compañías de danza: Ballet de la Opera de Salzburgo, Ballet de la Opera de Mainz, Ballet Jeunesse Musical París, Teatro de la Opera de Luebeck, Ballet de la Opera de Frankfort-am-Main.
En 1974 regresa a Venezuela y forma parte del Ballet de la Universidad de Los Andes. En 1987 fundó la Escuela de Ballet Clásico Domingo Renault de Carúpano y  el Ballet Clásico Nena Coronil en Cumaná. Desde esa fecha realizó una constante labor de enseñanza en Cumaná.